# Isábena (Huesca)
Isábena (Isàvena auf Katalanisch) ist eine Gemeinde in der Provinz Huesca in der Autonomen Gemeinschaft Aragonien in Spanien. Die Gemeinde umfasst verschiedene Siedlungskerne im Tal des Isábena (Fluss).
Isábena gehört zur Comarca Ribagorza.

## Sprachsituation
Isábena liegt im Übergangsbereich des Aragonesischen zum Katalanischen. Die Zugehörigkeit zur (überwiegend katalanischsprachigen) Franja de Aragón ist umstritten.

## Sehenswürdigkeiten

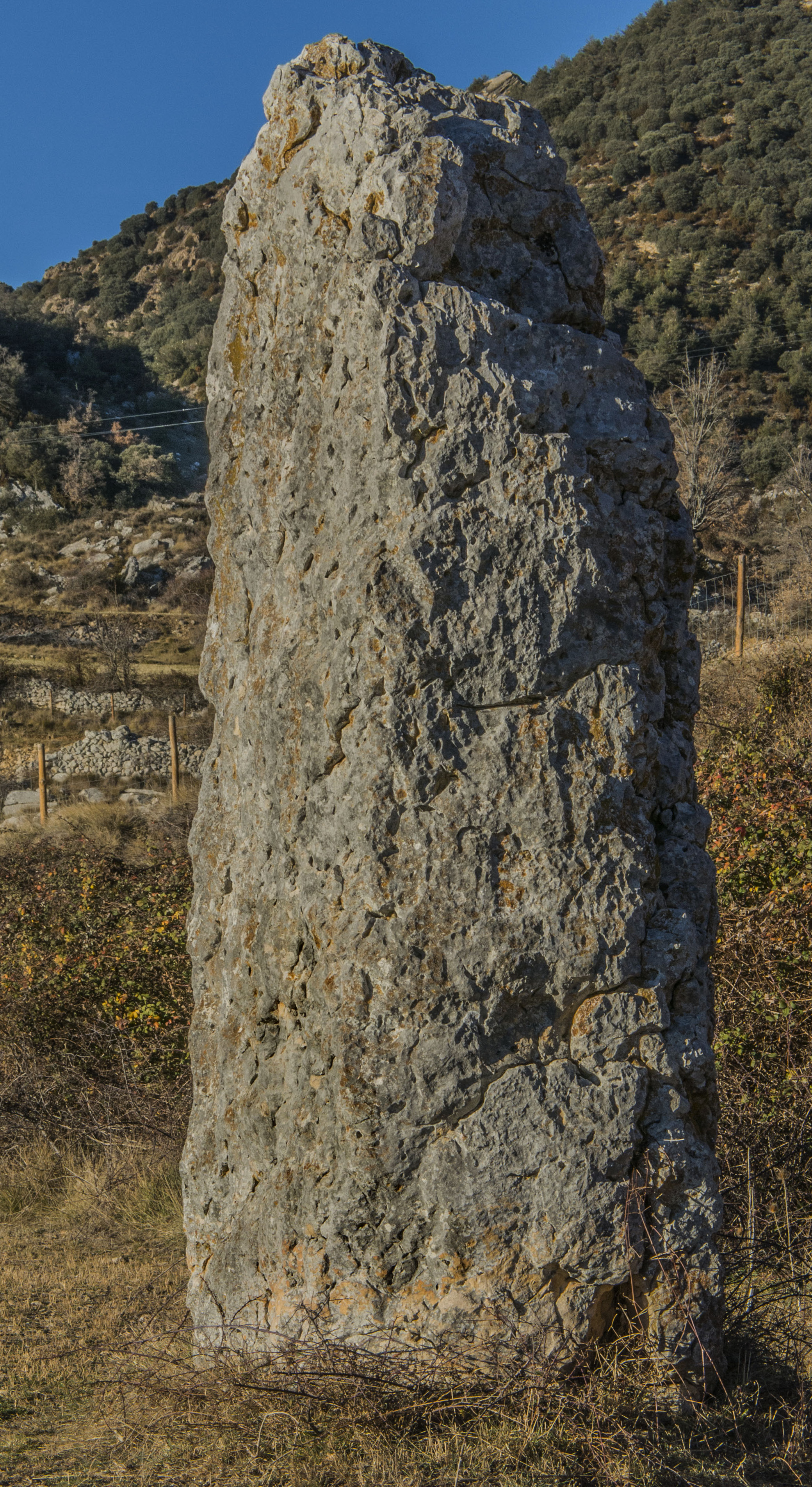
Menhir von Merli

## Ortschaften der Gemeinde
- Esdolomada
- La Puebla de Roda
- Merli
- Mont de Roda
- Nocellas
- Roda de Isábena, im 10. und 11. Jahrhundert Bischofssitz
- San Esteban del Mall
- Serraduy

und unbewohnte Orte:
- Nocellas
- Rin de la Carrasca

## Geschichte
Im Jahr 1964 schlossen sich die Gemeinden Puebla de Roda und Roda de Isábena zur neuen Gemeinde Isábena zusammen. 1966 wurde ein Teil der früheren Gemeinde Merli mit Esdolomada, Merli und Nocellas eingegliedert, 1970 auch San Esteban del Mall und schließlich 1977 Serraduy mit den Ortsteilen La Vileta und Riguala.

## Bevölkerungsentwicklung
| 787 | 708 | 374 | 257 | 327 |